# Ageladas von Argos (5. Jahrhundert v. Chr.)
Ageladas von Argos (griechisch Άγελάδας Ageládas, auch Hageladas von Argos; * in Argos) war ein griechischer Bildhauer des 5. Jahrhunderts v. Chr. Er war etwa 475–430 v. Chr. auf der Peloponnes und in ganz Griechenland tätig.
Ageladas gilt als Hauptmeister der peloponnesischen Schule der Bildhauerkunst. Wir wissen, dass er für Ägion, Delphi und das Zeusheiligtum auf dem Ithome Werke geschaffen hat. Weiterhin sind Werke bekannt, die Herakles und eine Muse darstellten, aber auch Ehrenstatuen für die Sieger in sportlichen Wettkämpfen sowie Gruppen von Reitern und Viergespannen. Er gilt als Lehrer von Polyklet, Phidias und Myron.
Trotz seiner großen Berühmtheit ist offenbar keines seiner Kunstwerke als römische Marmorkopie erhalten geblieben.